# Новомиколаївське водосховище
 Новомиколаївське водосхо́вище  — невелике руслове водосховище на річці Гусинка (ліва притока р. Великий Бурлук). Розташоване в Шевченківському районі Харківської області.
- Водосховище побудовано в 1975 році по проекту Харківської філії інституту «Укрдіпроводгосп».
- Призначення — зрошення, риборозведення, рекреація.
- Вид регулювання — сезонне.

## Основні параметри водосховища
- нормальний підпірний рівень — 125,3 м;
- форсований підпірний рівень — 126,5 м;
- рівень мертвого об'єму — 123,0 м;
- повний об'єм — 1,41 млн м³;
- корисний об'єм — 1,03 млн м³;
- площа дзеркала — 57,6 га;
- довжина — 2,1 км;
- середня ширина — * максимальні ширина — 0,39 км;
- середня глибина — 2,4 м;
- максимальна глибина — 4,8 м.

## Основні гідрологічні характеристики
- Площа водозбірного басейну — 50,5 км².
- Річний об'єм стоку 50 % забезпеченості — 2,4 млн м³.
- Паводковий стік 50 % забезпеченості — 2,07 млн м³.
- Максимальні витрати води 1 % забезпеченості — 53,1 м³/с.

## Склад гідротехнічних споруд
- Глуха земляна гребля довжиною — 320 м, висотою — 7,8 м, шириною — 10 м. Закладення верхового укосу — 1:8, низового укосу — 1:2,5.
- Шахтний водоскид із монолітного залізобетону висотою — 5,6 м, розмірами 2(3,8х4,0)м.
- Водоскидний двохвічковий тунель довжиною — 26 м, розмірами 2(2х2)м.
- Донний водоспуск із сталевої труби діаметром 500 мм, обладнана засувками.

## Використання водосховища
Водосховище було побудовано для зрошення в колгоспі ім Свердлова Шевченківського району.
На даний час водосховище використовується для риборозведення.